# Kostel Nejsvětější Trojice (Feichten)
Římskokatolický kostel Nejsvětější Trojice je farní kostel ve Feichtenu v obci Kaunertal v Tyrolsku. Patří k děkanátu Prutz v diecézi Innsbruck. Kostel je památkově chráněná budova.
Současný kostel byl postaven v letech 1789 až 1792. V roce 1796 byl expoziturní kostel vybaven pomocí majetku opuštěné poustevny na Wieselu. Byl povýšen v roce 1891 na farní kostel. Renovace proběhly v letech 1943 a 1964/1974.
Jednoduchý pozdně barokní kostel s klenutými okny má jednu loď a mírně zapuštěný chór. Věž severně od chóru má osmibokou zvonici, dvě římsy a cibulovou věž s lucernou. Východně od chóru je budova sakristie. V interiéru kostela stropní malby křest Krista, čtyři evangelisté a Nanebevzetí vytvořili malíři Johann Kärle a Stefan Kärle (1879). Kostel má barokní oltář z kostela na Wieselu. Řezby vytvořil Stephan Föger. Varhany postavil Franz Weber (1871) a později byly přestavěny. Zvon je z roku 1700.

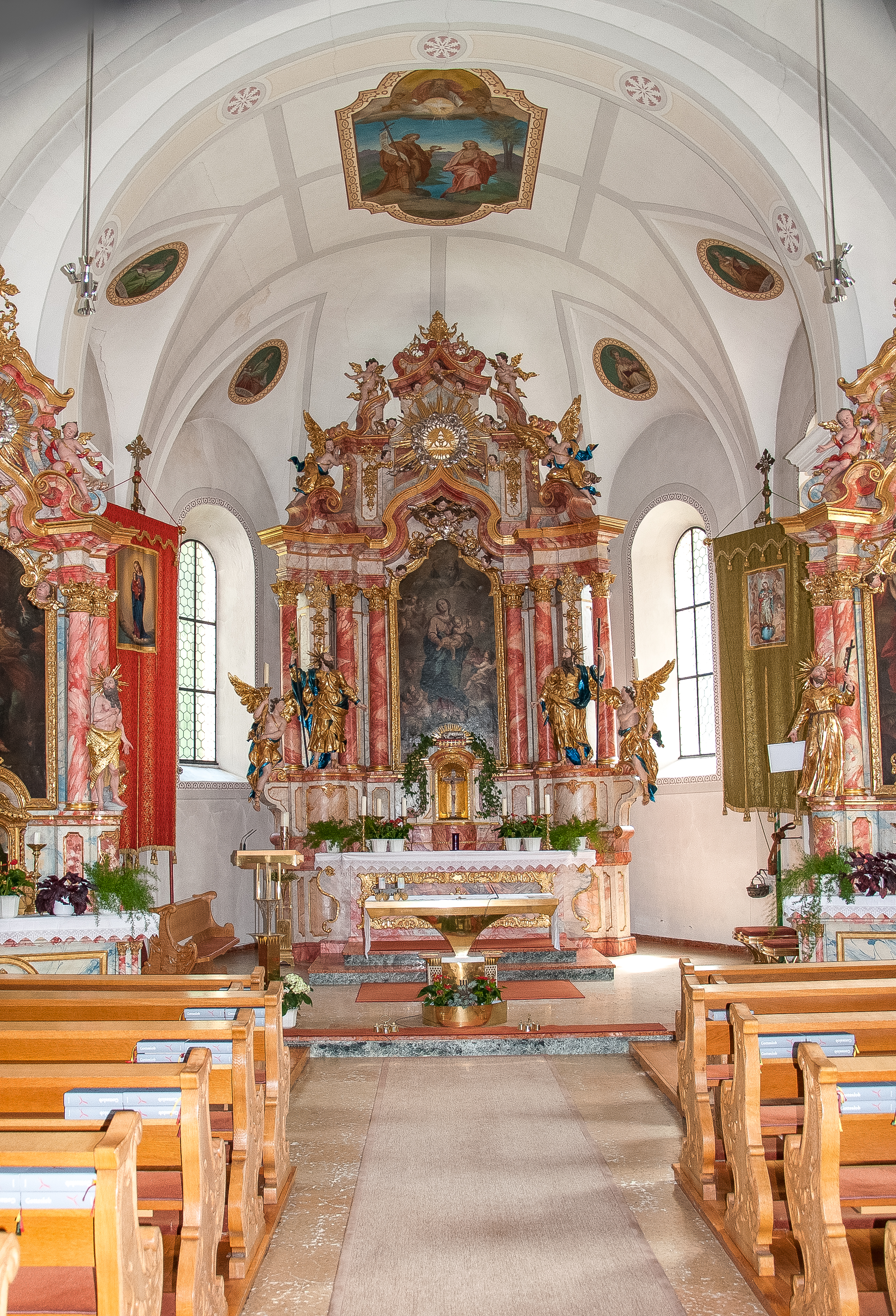
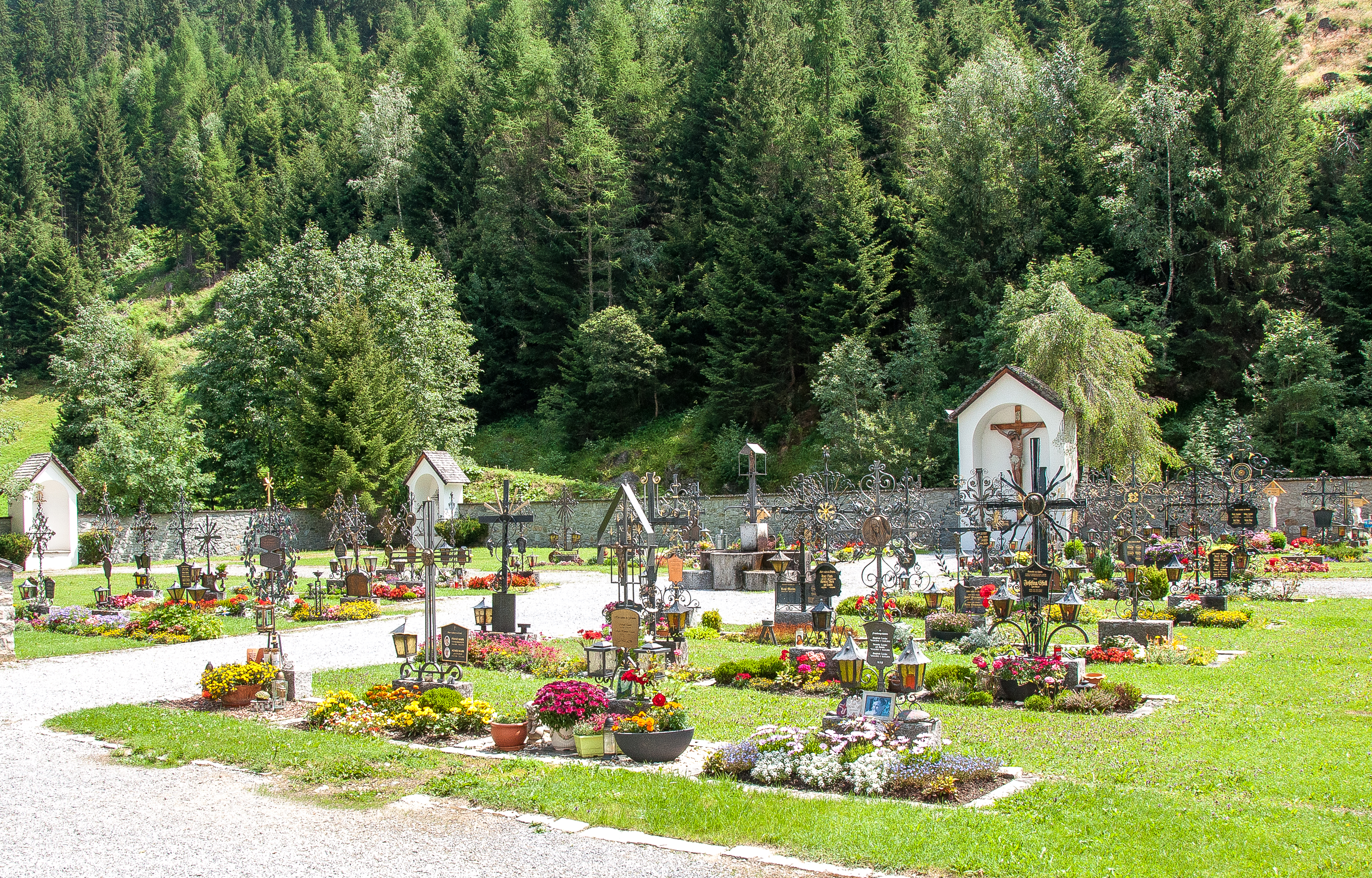